# Walther Kinzel
Walther Kinzel (* 17. August 1880 in Berlin; † 1964) war ein deutscher Vizeadmiral der Kriegsmarine.

## Leben
Walther Kinzel trat am 10. April 1899 in die Kaiserliche Marine ein. Von 1908 bis 1910 war er an die Marineakademie kommandiert und hier am 13. Oktober 1908 Kapitänleutnant. Anschließend war er bis 1912 an der Militärakademie Berlin und diente dann bis April 1916 als II. Artillerie-Offizier auf der Kaiser. Am 24. April 1916 wurde er Korvettenkapitän.
Er kam dann bis 1922 an das Reichsmarineamt, dort als Dezernent im Waffendepartement, und später in das Reichswehrministerium. Mit der Wiederindienststellung des Schiffs am 2. April 1922 wurde er mit der Beförderung zum Fregattenkapitän bis Ende September 1923 Kommandant der Thetis. Ab 1924 war er Chef der Marinewaffenabteilung in der Marineleitung und wurde am 1. Januar 1925 Kapitän zur See. Am 2. Juni 1926 besuchte er, wie im März des Jahres bei einem Besuch einer russischen Delegation vereinbart, gemeinsam mit Konteradmiral a. D. Arno Spindler für zwei Wochen die Sowjetunion. Ziel war es, die Zusammenarbeitsmöglichkeiten der beiden Marinen abzustimmen. Sie wurde dort auch vom deutschen Botschafter Ulrich von Brockdorff-Rantzau empfangen. Am 1. Januar 1929 wurde er zum Konteradmiral befördert und war 1931 Inspekteur der Inspektion der Marineartillerie in Wilhelmshaven und zugleich Präses des Artillerieversuchskommandos für Schiffe. Am 30. September 1932 wurde er als charakterisierter Vizeadmiral aus der Reichsmarine verabschiedet.
Im Oktober 1940 war er zur Verfügung des Marinekommandoamtes gesetzt gewesen und war anschließend bis März 1944 war er Werftbeauftragter Frankreich bzw. Chef des Oberwerftstabs Frankreich. Am 1. September 1941 erhielt er das Patent als Vizeadmiral z. V. Am 31. März 1944 wurde er aus der Kriegsmarine verabschiedet.
Kurz vor seinem Suizid schrieb sein Bruder, der Generalleutnant Eberhard Kinzel, an Walther Kinzel und regelte darin seinen Nachlass.

## Werke (Auswahl)
- Schiffs- und Küstengeschütze: schwerstes Flachfeuer an der Westfront. In: Die Technik im Weltkriege, Mittler, 1920, S. 424 ff.
- Pulver und Sprengstoffe des neuzeitlichen Krieges. In: Nauticus, 1941, S. 160 ff.